# Chính phủ Johnson thứ hai
Nội các Johnson thứ hai bắt đầu từ ngày 16/12/2019, khi Nữ vương Elizabeth II mời Boris Johnson thành lập một chính phủ mới sau cuộc Tổng tuyển cử năm 2019, trong đó đảng Đảng Bảo thủ giành được đa số ghế lớn nhất kể từ năm 1987.

## Lịch sử
Nội các Johnson thứ nhất là Nội các thiểu số của phe Bảo thủ, được thành lập khi nữ Thủ tướng Theresa May từ chức tháng 7/2019, do không thể thuyết phục được nghị viện Anh thông qua thỏa thuận Brexit. Trong khi Đạo luật Nghị viện Cố định Nhiệm kỳ 2011 yêu cầu một cuộc bỏ phiếu với đa số 2/3 trong quốc hội để tổ chức một cuộc bầu cử sớm, Johnson đã bỏ qua yêu cầu này để kích hoạt Đạo luật Tổng tuyển cử Nghị viện trước thời hạn 2019. Sau kết quả bầu cử, tổ chức ngày 12/12/2019, Đảng Bảo thủ của Thủ tướng Johnson giành được đa số với 80 ghế, chính phủ đa số do Thủ tướng Bảo thủ lãnh đạo kể từ nữ Thủ tướng Margaret Thatcher năm 1987.
Danh sách dự kiến Nội các mới tương tự Nội các Johnson lần thứ nhất khi kết thúc, ngoại trừ Bộ trưởng Bộ xứ Wales, chức vụ Simon Hart đảm nhiệm thay thế Alun Cairns. Nicky Morgan, người đã từ chức trong cuộc tổng tuyển cử, và Zac Goldsmith, đã mất ghế sau cuộc tổng tuyển cử, đã trở thành quý tộc suốt đời (tước hiệu chỉ dành cho cá nhân không kế thừa) để cho phép được ở lại chính phủ.
Johnson cải tổ nội các của mình ngày 13/2/2020: Sajid Javid, Julian Smith, Esther McVey, Geoffrey Cox, Andrea Leadsom, Theresa Villiers và Chris Skidmore đều rời chính phủ.

## Nội các

### 12/2019-2/2020
| Đảng |  | Bảo thủ |

| Chức vụ                                                                                                | Bộ trưởng                                                      | Nhiệm kỳ  |
| --- | -------------------------------------------------------------- | --------- |
| Bộ trưởng Nội các                                                                                      |                                                                |           |
| Thủ tướng Đại thượng thư thứ nhất phụ trách Ngân khố Bộ trưởng Vấn đề Công vụ                          | Quý ngài rất đáng kính Boris Johnson MP                        | 2019–2020 |
| Tướng quốc Lãnh địa Công tước Lancaster                                                                | Quý ngài rất đáng kính Michael Gove MP                         | 2019–2020 |
| Bộ trưởng Bộ Tài chính Đại thượng thư thứ hai phụ trách Ngân khố                                       | Quý ngài rất đáng kính Sajid Javid MP                          | 2019–2020 |
| Quốc vụ khanh thứ nhất Bộ trưởng Bộ Đối ngoại và Thịnh vượng chung                                     | Quý ngài rất đáng kính Dominic Raab MP                         | 2019–2020 |
| Bộ trưởng Bộ Nội vụ                                                                                    | Quý ngài rất đáng kính Priti Patel MP                          | 2019–2020 |
| Bộ trưởng Bộ Tư pháp Đại Pháp quan Cấp cao Đại Anh                                                     | Quý ngài rất đáng kính Robert Buckland QC MP                   | 2019–2020 |
| Bộ trưởng Bộ Tách khỏi Liên minh Châu Âu                                                               | Quý ngài rất đáng kính Stephen Barclay MP                      | 2018–2020 |
| Bộ trưởng Bộ Quốc phòng                                                                                | Quý ngài rất đáng kính Ben Wallace MP                          | 2019–2020 |
| Bộ trưởng Bộ Y tế và Chăm sóc Xã hội                                                                   | Quý ngài rất đáng kính Matt Hancock MP                         | 2018–2020 |
| Bộ trưởng Kinh doanh, Năng lượng và Chiến lược công nghiệp                                             | Quý ngài rất đáng kính Andrea Leadsom MP                       | 2019–2020 |
| Bộ trưởng Bộ Thương mại Quốc tế Chủ tịch Ban Thương mại                                                | Quý ngài rất đáng kính Liz Truss MP                            | 2019–2020 |
| Bộ trưởng Bộ Lao động và Hưu trí                                                                       | Quý ngài rất đáng kính Tiến sĩ Thérèse Coffey MP               | 2019–2020 |
| Bộ trưởng Bộ Giáo dục                                                                                  | Quý ngài rất đáng kính Gavin Williamson CBE MP                 | 2019–2020 |
| Bộ trưởng Bộ Môi trường, Thực phẩm và Nông thôn                                                        | Quý ngài rất đáng kính Theresa Villiers MP                     | 2019–2020 |
| Bộ trưởng Bộ Nhà ở, Cộng đồng và chính quyền địa phương                                                | Quý ngài rất đáng kính Robert Jenrick MP                       | 2019–2020 |
| Bộ trưởng Bộ Giao thông                                                                                | Quý ngài rất đáng kính Grant Shapps MP                         | 2019–2020 |
| Bộ trưởng Bộ Bắc Ireland                                                                               | Quý ngài rất đáng kính Julian Smith MP                         | 2019–2020 |
| Bộ trưởng Bộ Scotland                                                                                  | Quý ngài rất đáng kính Alister Jack MP                         | 2019–2020 |
| Bộ trưởng Bộ xứ Wales                                                                                  | Quý ngài rất đáng kính Simon Hart MP                           | 2019–2020 |
| Lãnh đạo Viện Quý tộc Quan Chưởng ấn                                                                   | Quý ngài rất đáng kính Nữ Nam tước Evans xứ Bowes Park MBE PC  | 2016–2020 |
| Bộ trưởng Bộ Kỹ thuật số, Văn hoá, Truyền thông và Thể thao                                            | Quý ngài rất đáng kính Nữ Nam tước Morgan xứ Cotes PC          | 2019–2020 |
| Bộ trưởng Bộ Phát triển Quốc tế                                                                        | Quý ngài rất đáng kính Alok Sharma MP                          | 2019–2020 |
| Bộ trưởng không Bộ Chủ tịch Đảng                                                                       | Quý ngài rất đáng kính James Cleverly TD MP                    | 2019–2020 |
| Tham dự phiên họp Nội các                                                                              |                                                                |           |
| Thừa hành Ngân khố                                                                                     | Quý ngài rất đáng kính Rishi Sunak MP                          | 2019–2020 |
| Lãnh đạo Viện Thứ dân Chủ tịch Cơ mật viện                                                             | Quý ngài rất đáng kính Jacob Rees-Mogg MP                      | 2019–2020 |
| Đô tổng Nghị viện Viện Thứ dân Tổng trưởng Ngân khố                                                    | Quý ngài rất đáng kính Mark Spencer MP                         | 2019–2020 |
| Tổng chưởng lý                                                                                         | Quý ngài rất đáng kính Geoffrey Cox QC MP                      | 2019–2020 |
| Quốc vụ khanh phụ trách Kinh doanh, Năng lượng và Tăng sạch                                            | Quý ngài rất đáng kính Kwasi Kwarteng MP                       | 2019–2020 |
| Quốc vụ khanh phụ trách Trạm năng lượng phía Bắc                                                       | Quý ngài rất đáng kính Jake Berry MP                           | 2019–2020 |
| Quốc vụ khanh phụ trách Nhà ở và Kế hoạch                                                              | Quý ngài rất đáng kính Esther McVey MP                         | 2019–2020 |
| Quốc vụ khanh phụ trách An ninh Phó phụ trách Rời khỏi EU và Chuẩn bị không thỏa thuận                 | Quý ngài rất đáng kính Brandon Lewis MP                        | 2019–2020 |
| Quốc vụ khanh phụ trách Môi trường, Thực phẩm và Nông thông Quốc vụ khánh phụ trách Phát triển Quốc tế | Quý ngài rất đáng kính Huân tước Goldsmith xứ Richmond Park PC | 2019–2020 |
| Quốc vụ khanh phụ trách Văn phòng Nội các Tổng tài Ngân khố Nhà nước                                   | Quý ngài rất đáng kính Oliver Dowden CBE MP                    | 2019–2020 |

### 2/2020-9/2021
| Đảng |  | Bảo thủ |

| Chức vụ                                                                                              | Bộ trưởng                                                     | Nhiệm kỳ  |
| --- | ------------------------------------------------------------- | --------- |
| Bộ trưởng Nội các                                                                                    |                                                               |           |
| Thủ tướng Đại thượng thư thứ nhất phụ trách Ngân khố Bộ trưởng Vấn đề Công vụ                        | Quý ngài rất đáng kính Boris Johnson MP                       | 2019–nay  |
| Tướng quốc Lãnh địa Công tước Lancaster                                                              | Quý ngài rất đáng kính Michael Gove MP                        | 2019–2021 |
| Bộ trưởng Bộ Tài chính Đại thượng thư thứ hai phụ trách Ngân khố                                     | Quý ngài rất đáng kính Rishi Sunak MP                         | 2020-2021 |
| Quốc vụ khanh thứ nhất Bộ trưởng Bộ Đối ngoại và Thịnh vượng chung                                   | Quý ngài rất đáng kính Dominic Raab MP                        | 2019–2021 |
| Bộ trưởng Bộ Nội vụ                                                                                  | Quý ngài rất đáng kính Priti Patel MP                         | 2019–2021 |
| Bộ trưởng Bộ Tư pháp Đại Pháp quan Cấp cao Đại Anh                                                   | Quý ngài rất đáng kính Robert Buckland QC MP                  | 2019–2021 |
| Bộ trưởng Bộ Quốc phòng                                                                              | Quý ngài rất đáng kính Ben Wallace MP                         | 2019–2021 |
| Bộ trưởng Bộ Y tế và Chăm sóc Xã hội                                                                 | Quý ngài rất đáng kính Matt Hancock MP                        | 2018–2021 |
| Bộ trưởng Kinh doanh, Năng lượng và Chiến lược công nghiệp Quốc vụ khanh phụ trách COP26             | Quý ngài rất đáng kính Alok Sharma MP                         | 2020-2021 |
| Bộ trưởng Bộ Thương mại Quốc tế Chủ tịch Ban Thương mại Quốc vụ khanh phụ trách Nữ giới và Bình đẳng | Quý ngài rất đáng kính Liz Truss MP                           | 2019–2021 |
| Bộ trưởng Bộ Lao động và Hưu trí                                                                     | Quý ngài rất đáng kính Tiến sĩ Thérèse Coffey MP              | 2019–2021 |
| Bộ trưởng Bộ Giáo dục                                                                                | Quý ngài rất đáng kính Gavin Williamson CBE MP                | 2019–2021 |
| Bộ trưởng Bộ Môi trường, Thực phẩm và Nông thôn                                                      | Quý ngài rất đáng kính George Eustice MP                      | 2020-2021 |
| Bộ trưởng Bộ Nhà ở, Cộng đồng và chính quyền địa phương                                              | Quý ngài rất đáng kính Robert Jenrick MP                      | 2019–2021 |
| Bộ trưởng Bộ Giao thông                                                                              | Quý ngài rất đáng kính Grant Shapps MP                        | 2019–2021 |
| Bộ trưởng Bộ Bắc Ireland                                                                             | Quý ngài rất đáng kính Brandon Lewis MP                       | 2019–2020 |
| Bộ trưởng Bộ Scotland                                                                                | Quý ngài rất đáng kính Alister Jack MP                        | 2019–2021 |
| Bộ trưởng Bộ xứ Wales                                                                                | Quý ngài rất đáng kính Simon Hart MP                          | 2019–2021 |
| Lãnh đạo Viện Quý tộc Quan Chưởng ấn                                                                 | Quý ngài rất đáng kính Nữ Nam tước Evans xứ Bowes Park MBE PC | 2016–2021 |
| Bộ trưởng Bộ Kỹ thuật số, Văn hoá, Truyền thông và Thể thao                                          | Quý ngài rất đáng kính Oliver Dowden PC                       | 2020–2021 |
| Bộ trưởng Bộ Phát triển Quốc tế                                                                      | Quý ngài rất đáng kính Anne-Marie Trevelyan MP                | 2020–2021 |
| Bộ trưởng không Bộ Chủ tịch Đảng                                                                     | Quý ngài rất đáng kính Amanda Milling TD MP                   | 2020–2021 |
| Tham dự phiên họp Nội các                                                                            |                                                               |           |
| Thừa hành Ngân khố                                                                                   | Quý ngài rất đáng kính Stephen Barclay MP                     | 2020–2021 |
| Lãnh đạo Viện Thứ dân Chủ tịch Cơ mật viện                                                           | Quý ngài rất đáng kính Jacob Rees-Mogg MP                     | 2019–2021 |
| Đô tổng Nghị viện Viện Thứ dân Tổng trưởng Ngân khố                                                  | Quý ngài rất đáng kính Mark Spencer MP                        | 2019–2021 |
| Tổng chưởng lý                                                                                       | Quý ngài rất đáng kính Suella Braverman QC MP                 | 2020–2021 |

### 9/2021-nay
| Đảng |  | Bảo thủ |

-->
| Chức vụ                                                                                             | Chân dung | Bộ trưởng                                                     | Nhiệm kỳ           |
| --------------------------------------------------------------------------------------------------- | --------- | ------------------------------------------------------------- | ------------------ |
| Bộ trưởng Nội các                                                                                   |           |                                                               |                    |
| Thủ tướng Đại thượng thư thứ nhất phụ trách Ngân khố Bộ trưởng Vấn đề Công vụ Bộ trưởng Liên hiệp   |           | Quý ngài rất đáng kính Boris Johnson MP                       | 2019–nay           |
| Phó Thủ tướngBộ trưởng Bộ Tư phápĐại Pháp quan Cấp cao Đại Anh                                      |           | Quý ngài rất đáng kính Dominic Raab MP                        | 2021–nay           |
| Bộ trưởng Bộ Tài chính Đại thượng thư thứ hai phụ trách Ngân khố                                    |           | Quý ngài rất đáng kính Rishi Sunak MP                         | 2020–nay           |
| Bộ trưởng Bộ Đối ngoại, Thịnh vượng chung và Phát triểnQuốc vụ khanh phụ trách Nữ giới và Bình đẳng |           | Quý ngài rất đáng kính Liz Truss MP                           | 2021–nay           |
| Bộ trưởng Bộ Nội vụ                                                                                 |           | Quý ngài rất đáng kính Priti Patel MP                         | 2019–nay           |
| Bộ trưởng Bộ Quốc phòng                                                                             |           | Quý ngài rất đáng kính Ben Wallace MP                         | 2019–nay           |
| Quốc vụ khanh phụ trách Nâng cấp, Gia cư và Cộng đồngBộ trưởng Bộ Phát triển Quốc tế                |           | Quý ngài rất đáng kính Michael Gove MP                        | 2021–nay           |
| Bộ trưởng Bộ Y tế và Chăm sóc Xã hội                                                                |           | Quý ngài rất đáng kính Sajid Javid MP                         | 2021–nay           |
| Tướng quốc Lãnh địa Công tước LancasterBộ trưởng Văn phòng Nội các                                  |           | Quý ngài rất đáng kính Stephen Barclay MP                     | 2021–nay           |
| Bộ trưởng Kinh doanh, Năng lượng và Chiến lược công nghiệp                                          |           | Quý ngài rất đáng kính Kwasi Kwarteng MP                      | 2021–nay           |
| Chủ tịch COP26                                                                                      |           | Quý ngài rất đáng kính Alok Sharma MP                         | 2021–nay           |
| Bộ trưởng Bộ Thương mại Quốc tế Chủ tịch Ban Thương mại                                             |           | Quý ngài rất đáng kính Anne-Marie Trevelyan MP                | 2021–nay           |
| Bộ trưởng Bộ Lao động và Hưu trí                                                                    |           | Quý ngài rất đáng kính Dr Thérèse Coffey MP                   | 2019–nay           |
| Bộ trưởng Bộ Giáo dục                                                                               |           | Quý ngài rất đáng kính Nadhim Zahawi MP                       | 2021–nay           |
| Bộ trưởng Bộ Môi trường, Thực phẩm và Nông thôn                                                     |           | Quý ngài rất đáng kính George Eustice MP                      | 2020–nay           |
| Bộ trưởng Bộ Giao thông                                                                             |           | Quý ngài rất đáng kính Grant Shapps MP                        | 2019–nay           |
| Bộ trưởng Bộ Bắc Ireland                                                                            |           | Quý ngài rất đáng kính Brandon Lewis CBE MP                   | 2020–nay           |
| Bộ trưởng Bộ Scotland                                                                               |           | Quý ngài rất đáng kính Alister Jack MP                        | 2019–nay           |
| Bộ trưởng Bộ xứ Wales                                                                               |           | Quý ngài rất đáng kính Simon Hart MP                          | 2019–nay           |
| Lãnh đạo Viện Quý tộc Quan Chưởng ấn                                                                |           | Quý ngài rất đáng kính Nữ Nam tước Evans xứ Bowes Park MBE PC | 2016–nay           |
| Bộ trưởng Bộ Kỹ thuật số, Văn hoá, Truyền thông và Thể thao                                         |           | Quý ngài rất đáng kính Nadine Dorries MP                      | 2021–nay           |
| Quốc vụ khanh phụ trách Văn phòng Nội các                                                           |           | Quý ngài rất đáng kính Lord Frost CMG PC                      | 2021–nay           |
| Bộ trưởng không Bộ Chủ tịch Đảng                                                                    |           | Quý ngài rất đáng kính Oliver Dowden CBE MP (unpaid)          | 2021–nay           |
| Tham dự phiên họp Nội các                                                                           |           |                                                               |                    |
| Đô tổng Nghị viện Viện Thứ dân Tổng trưởng Ngân khố                                                 |           | Quý ngài rất đáng kính Mark Spencer MP                        | 2019–nay           |
| Thừa hành Ngân khố                                                                                  |           | Quý ngài rất đáng kính Simon Clarke MP                        | 2021–nay           |
| Lãnh đạo Viện Thứ dân Chủ tịch Cơ mật viện                                                          |           | Quý ngài rất đáng kính Jacob Rees-Mogg MP                     | 2019–nay           |
| Tổng chưởng lý xứ Anh và xứ WalesTổng biện lý xứ Bắc Ireland                                        |           | Quý ngài rất đáng kính Suella Braverman QC MP                 | 2020–2021 2021–nay |
| Quốc vụ khanh phụ trách Tội phạm và Trị an                                                          |           | Quý ngài rất đáng kính Kit Malthouse MP                       | 2019–nay           |
| Quốc vụ khanh không phụ trách Bộ                                                                    |           | Quý ngài rất đáng kính Nigel Adams MP                         | 2021–nay           |
| Quốc vụ khanh phụ trách Đại học                                                                     |           | Quý ngài rất đáng kính Michelle Donelan MP                    | 2020–nay           |

## Danh sách Bộ
|                                 | Bộ trưởng Viện Thứ Dân |  | Bộ trưởng Viện Quý tốc |
| Thành viên thuộc Nội các in đậm |                        |  |                        |

### Thủ tướng và Văn phòng Nội các
| Văn phòng Nội các | Văn phòng Nội các                                                                       | Văn phòng Nội các                                                                          | Văn phòng Nội các       | Văn phòng Nội các |
| Chức vụ           | Chức vụ                                                                                 | Thành viên                                                                                 | Nhiệm ky                |                   |
| ----------------- | --------------------------------------------------------------------------------------- | ------------------------------------------------------------------------------------------ | ----------------------- | ----------------- |
|                   | - Thủ tướng Anh - Đại thượng thư thứ nhất phụ trách Ngân khố - Bộ trưởng Vấn đề Công vụ | Quý ngài rất đáng kính Boris Johnson MP                                                    | tháng 7 năm 2019 – nay  |                   |
|                   | - Tướng quốc Lãnh địa Công quốc Lancaster                                               | Quý ngài rất đáng kính Michael Gove MP                                                     | tháng 7 năm 2019 – nay  |                   |
|                   | - Lãnh đạo Viện Quý tộc - Quan Chưởng ấn                                                | Quý ngài rất đáng kính Nữ Nam tước Evans xứ Bowes Park PC                                  | tháng 7 năm 2016 – nay  |                   |
|                   | Bộ trưởng không Bộ                                                                      | Lt Col Quý ngài rất đáng kính James Cleverly TD VR MP (là Chủ tịch Đảng Bảo thủ)           | tháng 7 năm 2019 – nay  |                   |
|                   | - Lãnh đạo Viện Thứ dân - Chủ tịch Cơ mật viện Anh                                      | Quý ngài rất đáng kính Jacob Rees-Mogg MP                                                  | tháng 7 năm 2019 – nay  |                   |
|                   | - Quốc vụ khanh phụ trách Văn phòng Nội các - Tổng tài Ngân khố Nhà nước                | Quý ngài rất đáng kính Oliver Dowden CBE MP                                                | tháng 7 năm 2019 – nay  |                   |
|                   | Thứ trưởng (Quốc vụ khanh phụ trách Thi hành)                                           | Jeremy Quin MP                                                                             | tháng 12 năm 2019 – nay |                   |
|                   | Quốc vụ khanh (Quốc vụ khanh phụ trách Phát triển địa phương và Nhà máy điện)           | Quý ngài rất đáng kính Jake Berry MP (cùng với Nhà ở, Cộng đồng và Chính quyền địa phương) | tháng 7 năm 2019 – nay  |                   |
|                   | Thứ trưởng (Quốc vụ khanh phụ trách Xây dựng)                                           | Chloe Smith MP                                                                             | tháng 1 năm 2018 – nay  |                   |
|                   | Thứ trưởng (Quốc vụ khanh phụ trách Quốc phòng Nhân dân và Cựu chiến binh)              | Johnny Mercer MP (cùng với Quốc phòng)                                                     | tháng 7 năm 2019 – nay  |                   |

### Bộ
| Kinh doanh, Năng lượng và Chiến lược công nghiệp | Kinh doanh, Năng lượng và Chiến lược công nghiệp                           | Kinh doanh, Năng lượng và Chiến lược công nghiệp                                | Kinh doanh, Năng lượng và Chiến lược công nghiệp |
| ------------------------------------------------ | -------------------------------------------------------------------------- | ------------------------------------------------------------------------------- | ------------------------------------------------ |
|                                                  | Bộ trưởng Kinh doanh, Năng lượng và Chiến lược công nghiệp                 | Quý ngài rất đáng kính Andrea Leadsom MP                                        | tháng 7 năm 2019 – tháng 2 năm 2020              |
| Quý ngài rất đáng kính Alok Sharma MP            | Bộ trưởng Kinh doanh, Năng lượng và Chiến lược công nghiệp                 | tháng 2 năm 2020 – nay                                                          |                                                  |
|                                                  | Quốc vụ khanh phụ trách Kinh doanh, Năng lượng và Tăng cường sạch          | Quý ngài rất đáng kính Kwasi Kwarteng MP                                        | tháng 7 năm 2019 – nay                           |
|                                                  | Quốc vụ khanh phụ trách Đại học, Khoa học, Nghiên cứu và Đổi mới           | Quý ngài rất đáng kính Chris Skidmore MP (cùng với Giáo dục)                    | tháng 9 năm 2019 – nay                           |
|                                                  | Thứ trưởng phụ trách Kinh doanh nhỏ, Tiêu dùng và trách nhiệm doanh nghiệp | Kelly Tolhurst MP                                                               | tháng 7 năm 2018 – nay                           |
|                                                  | Thứ trưởng (Quốc vụ khanh phụ trách Kinh doanh và Công nghiệp)             | Nadhim Zahawi MP                                                                | tháng 7 năm 2019 – nay                           |
|                                                  | Thứ trưởng (Quốc vụ khanh phụ trách Biến đổi khí hậu)                      | Quý ngài rất đáng kính Lãnh chúa Duncan xứ Springbank (cùng với Bộ Bắc Ireland) | tháng 7 năm 2019 – nay                           |

| Quốc phòng | Quốc phòng                                                                 | Quốc phòng                                    | Quốc phòng              |
| ---------- | -------------------------------------------------------------------------- | --------------------------------------------- | ----------------------- |
|            | Bộ trưởng Bộ Quốc phòng                                                    | Quý ngài rất đáng kính Ben Wallace MP         | tháng 7 năm 2019 – nay  |
|            | Quốc vụ khanh phụ trách Lực lượng Vũ trang                                 | Anne-Marie Trevelyan MP                       | tháng 12 năm 2019 – nay |
|            | Quốc vụ khanh phụ trách Quốc phòng                                         | Quý ngài rất đáng kính Nữ Nam tước Goldie DL  | tháng 7 năm 2019 – nay  |
|            | Thứ trưởng (Quốc vụ khanh phụ trách Tìm kiếm Quốc phòng)                   | James Heappey MP                              | tháng 12 năm 2019 – nay |
|            | Thứ trưởng (Quốc vụ khanh phụ trách Quốc phòng Nhân dân và Cựu chiến binh) | Johnny Mercer MP (cùng với Văn phòng Nội các) | tháng 7 năm 2019 – nay  |

| Kỹ thuật số, Văn hoá, Truyền thông và Thể thao | Kỹ thuật số, Văn hoá, Truyền thông và Thể thao                         | Kỹ thuật số, Văn hoá, Truyền thông và Thể thao        | Kỹ thuật số, Văn hoá, Truyền thông và Thể thao |
| ---------------------------------------------- | ---------------------------------------------------------------------- | ----------------------------------------------------- | ---------------------------------------------- |
|                                                | Bộ trưởng Bộ Kỹ thuật số, Văn hoá, Truyền thông và Thể thao            | Quý ngài rất đáng kính Nữ Nam tước Morgan xứ Cotes PC | tháng 7 năm 2019 – tháng 2 năm 2020            |
|                                                | Bộ trưởng Bộ Kỹ thuật số, Văn hoá, Truyền thông và Thể thao            | Quý ngài rất đáng kính Oliver Dowden MP               | tháng 2 năm 2020 – nay                         |
|                                                | Quốc vụ khanh phụ trách Thể thao, Truyền thông và Công nghiệp sáng tạo | Nigel Adams MP                                        | tháng 7 năm 2019 – nay                         |
|                                                | Thứ trưởng phụ trách Nghệ thuật, Di sản và Du lịch                     | Helen Whately MP                                      | tháng 9 năm 2019 – nay                         |
|                                                | Thứ trưởng phụ trách Kỹ thuật số và Băng tần                           | Matt Warman MP                                        | tháng 7 năm 2019 – nay                         |
|                                                | Thứ trưởng (Quốc vụ khanh phụ trách Xã hội dân sự và DCMS)             | Quý ngài rất đáng kính Nữ Nam tước Barran MBE PC      | tháng 7 năm 2019 – nay                         |

| Giáo dục                              | Giáo dục                                                         | Giáo dục                                                 | Giáo dục               |
| ------------------------------------- | ---------------------------------------------------------------- | -------------------------------------------------------- | ---------------------- |
|                                       | Bộ trưởng Bộ Giáo dục                                            | Quý ngài rất đáng kính Gavin Williamson CBE MP           | tháng 7 năm 2019 – nay |
|                                       | Quốc vụ khanh phụ trách Chất lượng trường học                    | Quý ngài rất đáng kính Nick Gibb MP                      | May 2015 – nay         |
|                                       | Quốc vụ khanh phụ trách Đại học, Khoa học, Nghiên cứu và Đổi mới | Quý ngài rất đáng kính Chris Skidmore MP (cùng với BEIS) | tháng 9 năm 2019 – nay |
|                                       | Thứ trưởng (Quốc vụ khanh phụ trách Trẻ em và Gia đình)          | Kemi Badenoch MP                                         | tháng 7 năm 2019 – nay |
| Michelle Donelan MP (Maternity Cover) | Thứ trưởng (Quốc vụ khanh phụ trách Trẻ em và Gia đình)          | tháng 9 năm 2019 – nay                                   |                        |
|                                       | Thứ trưởng (Quốc vụ khanh phụ trách Hệ thống Trường học)         | Quý ngài rất đáng kính Lãnh chúa Agnew xứ Oulton DL      | tháng 7 năm 2019 – nay |

| Môi trường, Thực phẩm và Nông thôn       | Môi trường, Thực phẩm và Nông thôn                                        | Môi trường, Thực phẩm và Nông thôn                                                        | Môi trường, Thực phẩm và Nông thôn  |
| ---------------------------------------- | ------------------------------------------------------------------------- | ----------------------------------------------------------------------------------------- | ----------------------------------- |
|                                          | Bộ trưởng Bộ Môi trường, Thực phẩm và Nông thôn                           | Quý ngài rất đáng kính Theresa Villiers MP                                                | tháng 7 năm 2019 – tháng 2 năm 2020 |
| Quý ngài rất đáng kính George Eustice MP | Bộ trưởng Bộ Môi trường, Thực phẩm và Nông thôn                           | tháng 2 năm 2020 – nay                                                                    |                                     |
|                                          | Quốc vụ khanh phụ trách Môi trường và Cơ hội Nông thôn                    | Rebecca Pow MP                                                                            | tháng 9 năm 2019 – nay              |
|                                          | Quốc vụ khanh phụ trách Nông nghiệp, Thủy sản và Thực phẩm                | George Eustice MP                                                                         | tháng 7 năm 2019 – nay              |
|                                          | Thứ trưởng                                                                |                                                                                           |                                     |
|                                          | Quốc vụ khanh                                                             | Quý ngài rất đáng kính Lãnh chúa Goldsmith xứ Richmond Park (cùng với Phát triển Quốc tế) | tháng 9 năm 2019 – nay              |
|                                          | Thứ trưởng (Quốc vụ khanh phụ trách Vấn đề nông thôn và An toàn sinh học) | Quý ngài rất đáng kính Lãnh chúa Gardiner xứ Kimble PC                                    | tháng 7 năm 2019 – nay              |

| Văn phòng Bình đẳng | Văn phòng Bình đẳng                               | Văn phòng Bình đẳng                                                                      | Văn phòng Bình đẳng    |
| ------------------- | ------------------------------------------------- | ---------------------------------------------------------------------------------------- | ---------------------- |
|                     | Quốc vụ khanh phụ trách Phụ nữ và Bình đẳng       | Quý ngài rất đáng kính Liz Truss MP (cũng là Bộ trưởng Bộ Thương mại Quốc tế)            | tháng 9 năm 2019 – nay |
|                     | Quốc vụ khanh (Quốc vụ khanh phụ trách Bình đẳng) | Quý ngài rất đáng kính Nữ Nam tước Williams xứ Trafford PC (cùng với Thương mại Quốc tế) | tháng 1 năm 2018 – nay |
|                     | Thứ trưởng (Quốc vụ khanh phụ trách Phụ nữ)       | Victoria Atkins MP (cùng với Thương mại Quốc tế)                                         | tháng 1 năm 2018 – nay |

| Tách khỏi Liên minh Châu Âu (Bãi bỏ 31/1/2020) | Tách khỏi Liên minh Châu Âu (Bãi bỏ 31/1/2020) | Tách khỏi Liên minh Châu Âu (Bãi bỏ 31/1/2020) | Tách khỏi Liên minh Châu Âu (Bãi bỏ 31/1/2020) |
| ---------------------------------------------- | ---------------------------------------------- | ---------------------------------------------- | ---------------------------------------------- |
|                                                | Bộ trưởng Bộ Tách khỏi Liên minh Châu Âu       | Quý ngài rất đáng kính Stephen Barclay MP      | tháng 11 năm 2018 – tháng 1 năm 2020           |
|                                                | Quốc vụ khanh                                  | Quý ngài rất đáng kính Huân tước Callanan PC   | tháng 10 năm 2017 – tháng 1 năm 2020           |
|                                                | Thứ trưởng                                     | James Duddridge MP                             | tháng 7 năm 2019 – tháng 1 năm 2020            |

| Bộ Đối ngoại và Thịnh vượng chung | Bộ Đối ngoại và Thịnh vượng chung                                      | Bộ Đối ngoại và Thịnh vượng chung                                                    | Bộ Đối ngoại và Thịnh vượng chung |
| --------------------------------- | ---------------------------------------------------------------------- | ------------------------------------------------------------------------------------ | --------------------------------- |
|                                   | - Bộ trưởng Bộ Đối ngoại và Thịnh vượng chung - Quốc vụ khanh thứ nhất | Quý ngài rất đáng kính Dominic Raab MP                                               | tháng 7 năm 2019 – nay            |
|                                   | Quốc vụ khanh phụ trách Châu Âu và Châu Mỹ                             | Quý ngài rất đáng kính Christopher Pincher MP                                        | tháng 7 năm 2019 – nay            |
|                                   | Quốc vụ khanh phụ trách Trung đông và Bắc Phi                          | Commander Quý ngài rất đáng kính Dr Andrew Murrison MP (cùng với Phát triển Quốc tế) | tháng 5 năm 2019 – nay            |
|                                   | Quốc vụ khanh phụ trách Châu Phi                                       | Andrew Stephenson MP (cùng với Phát triển Quốc tế)                                   | tháng 7 năm 2019 – nay            |
|                                   | Quốc vụ khanh phụ trách Thịnh vương chung, Liên hiệp quốc và Nam Á     | Quý ngài rất đáng kính Lãnh chúa Ahmad xứ Wimbledon PC                               | tháng 6 năm 2017 – nay            |
|                                   | Thứ trưởng (Quốc vụ khanh phụ trách Châu Á và Thái Bình Dương)         | Heather Wheeler MP                                                                   | tháng 7 năm 2019 – nay            |

| Y tế và Chăm sóc Xã hội | Y tế và Chăm sóc Xã hội                                                    | Y tế và Chăm sóc Xã hội                                    | Y tế và Chăm sóc Xã hội |
| ----------------------- | -------------------------------------------------------------------------- | ---------------------------------------------------------- | ----------------------- |
|                         | Bộ trưởng Bộ Y tế và Chăm sóc Xã hội                                       | Quý ngài rất đáng kính Matt Hancock MP                     | tháng 7 năm 2018 – nay  |
|                         | Quốc vụ khanh phụ trách Y tế                                               | Edward Argar MP                                            | tháng 9 năm 2019 – nay  |
|                         | Quốc vụ khanh phụ trách Chăm sóc                                           | Caroline Dinenage MP                                       | tháng 1 năm 2018 – nay  |
|                         | Thứ trưởng phụ trách Ngăn ngừa, Y tế công cộng và Chăm sóc căn bản         | Jo Churchill MP                                            | tháng 7 năm 2019 – nay  |
|                         | Thứ trưởng phụ trách Y tế tâm thần, Phòng chống tự tử và An toàn bệnh nhân | Nadine Dorries MP                                          | tháng 7 năm 2019 – nay  |
|                         | Thứ trưởng                                                                 | Quý ngài rất đáng kính Nữ Nam tước Blackwood xứ Bắc Oxford | tháng 1 năm 2019 – nay  |

| Nội vụ | Nội vụ                                                           | Nội vụ                                                                                    | Nội vụ                  |
| ------ | ---------------------------------------------------------------- | ----------------------------------------------------------------------------------------- | ----------------------- |
|        | Bộ trưởng Bộ Nội vụ                                              | Quý ngài rất đáng kính Priti Patel MP                                                     | tháng 7 năm 2019 – nay  |
|        | Quốc vụ khanh phụ trách An ninh                                  | Quý ngài rất đáng kính Brandon Lewis CBE MP                                               | tháng 7 năm 2019 – nay  |
|        | Quốc vụ khanh phụ trách Tội phạm, Chính sách và Chữa cháy        | Kit Malthouse MP                                                                          | tháng 7 năm 2019 – nay  |
|        | Quốc vụ khanh phụ trách chống chủ nghĩa cực đoan                 | Quý ngài rất đáng kính Nữ Nam tước Williams xứ Trafford PC (cùng với Văn phòng Bình đẳng) | tháng 7 năm 2016 – nay  |
|        | Thứ trưởng (Quốc vụ khanh phụ trách Tội phạm, Bảo vệ và Thứ yếu) | Victoria Atkins MP (cùng với Văn phòng Bình đẳng)                                         | tháng 11 năm 2017 – nay |
|        | Thứ trưởng phụ trách Nhập cư                                     | Kevin Foster MP                                                                           | tháng 12 năm 2019 – nay |

| Bộ Nhà ở, Cộng đồng và Chính quyền địa phương | Bộ Nhà ở, Cộng đồng và Chính quyền địa phương                            | Bộ Nhà ở, Cộng đồng và Chính quyền địa phương                     | Bộ Nhà ở, Cộng đồng và Chính quyền địa phương |
| --------------------------------------------- | ------------------------------------------------------------------------ | ----------------------------------------------------------------- | --------------------------------------------- |
|                                               | Bộ trưởng Bộ Nhà ở, Cộng đồng và Chính quyền địa phương                  | Quý ngài rất đáng kính Robert Jenrick MP                          | tháng 7 năm 2019 – nay                        |
|                                               | Quốc vụ khanh phụ trách Nhà ở                                            | Quý ngài rất đáng kính Esther McVey MP                            | tháng 7 năm 2019 – nay                        |
|                                               | Quốc vụ khanh phụ trách Nhà máy điện phía Bắc và phát triển địa phương   | Quý ngài rất đáng kính Jake Berry MP (cùng với Văn phòng Nội các) | tháng 7 năm 2019 – nay                        |
|                                               | Thứ trưởng (Quốc vụ khanh phụ trách Chính quyền địa phương và vô gia cư) | Luke Hall MP                                                      | tháng 7 năm 2019 – nay                        |
|                                               | Quốc vụ khanh phụ trách London                                           | Chris Philp MP                                                    | tháng 12 năm 2019 – nay                       |
|                                               | Thứ trưởng (Quốc vụ khanh phụ trách Bảo đảm và Cộng đồng)                | Quý ngài rất đáng kính Tử tước Younger xứ Leckie                  | tháng 7 năm 2019 – nay                        |

| Bộ Phát triển Quốc tế                          | Bộ Phát triển Quốc tế                      | Bộ Phát triển Quốc tế                                                        | Bộ Phát triển Quốc tế               |
| ---------------------------------------------- | ------------------------------------------ | ---------------------------------------------------------------------------- | ----------------------------------- |
|                                                | Bộ trưởng Bộ Phát triển Quốc tế Anh        | Quý ngài rất đáng kính Alok Sharma MP                                        | tháng 7 năm 2019 – tháng 2 năm 2020 |
| Quý ngài rất đáng kính Anne-Marie Trevelyan MP | Bộ trưởng Bộ Phát triển Quốc tế Anh        | tháng 2 năm 2020 – nay                                                       |                                     |
|                                                | Quốc vụ khanh phụ trách Phát triển Quốc tế | Commander Quý ngài rất đáng kính Dr Andrew Murrison MP (cùng với FCO)        | tháng 5 năm 2019 – nay              |
|                                                | Quốc vụ khanh                              | Andrew Stephenson MP (cùng với FCO)                                          | tháng 7 năm 2019 – nay              |
|                                                | Quốc vụ khanh                              | Quý ngài rất đáng kính Lãnh chúa Goldsmith xứ Richmond Park (cùng với DEFRA) | tháng 9 năm 2019 – nay              |
|                                                | Thứ trưởng phụ trách Phát triển Quốc tế    | Quý ngài rất đáng kính Nữ Nam tước Sugg CBE                                  | tháng 7 năm 2019 – nay              |

| Thương mại Quốc tế | Thương mại Quốc tế                                          | Thương mại Quốc tế                                                                                             | Thương mại Quốc tế     |
| ------------------ | ----------------------------------------------------------- | --- | ---------------------- |
|                    | - Bộ trưởng Bộ Thương mại Quốc tế - Chủ tịch Ban Thương mại | Quý ngài rất đáng kính Liz Truss MP (cũng là Quốc vụ khanh phụ trách Phụ nữ và Bình đẳng giới từ tháng 9/2019) | tháng 7 năm 2019 – nay |
|                    | Quốc vụ khanh phụ trách Thương mại Quốc tế                  | Quý ngài rất đáng kính Conor Burns MP                                                                          | tháng 7 năm 2019 – nay |
|                    | Thứ trưởng (Quốc vụ khanh phụ trách Đầu tư)                 | Graham Stuart MP                                                                                               | tháng 7 năm 2019 – nay |
|                    | Thứ trưởng (Quốc vụ khanh phụ trách Phụ nữ)                 | Victoria Atkins MP (cũng là Bình đẳng giới)                                                                    | tháng 9 năm 2019 – nay |
|                    | Quốc vụ khanh phụ trách Bình đẳng giới                      | Quý ngài rất đáng kính Nữ Nam tước Williams xứ Trafford PC                                                     | tháng 9 năm 2019 – nay |

| Tư pháp | Tư pháp                                                | Tư pháp                                            | Tư pháp                |
| ------- | ------------------------------------------------------ | -------------------------------------------------- | ---------------------- |
|         | - Bộ trưởng Bộ Tư pháp - Đại Pháp quan Cấp cao Đại Anh | Quý ngài rất đáng kính Robert Buckland QC MP       | tháng 7 năm 2019 – nay |
|         | Tổng Chưởng lý Scotland Phát ngôn cho Quý tộc          | Quý ngài rất đáng kính Nam tước Keen xứ Elie QC PC | tháng 5 năm 2015 – nay |
|         | Quốc vụ khanh phụ trách Tù nhân và Án treo             | Lucy Frazer QC MP                                  | tháng 7 năm 2019 – nay |
|         | Thứ trưởng                                             | Wendy Morton MP                                    | tháng 7 năm 2019 – nay |
|         | Thứ trưởng                                             | Chris Philp MP                                     | tháng 9 năm 2019 – nay |

| Văn phòng Bắc Ireland                   | Văn phòng Bắc Ireland            | Văn phòng Bắc Ireland                                                    | Văn phòng Bắc Ireland               |
| --------------------------------------- | -------------------------------- | ------------------------------------------------------------------------ | ----------------------------------- |
|                                         | Bộ trưởng Bộ Bắc Ireland         | Quý ngài rất đáng kính Julian Smith CBE MP                               | tháng 7 năm 2019 – tháng 2 năm 2020 |
| Quý ngài rất đáng kính Brandon Lewis MP | Bộ trưởng Bộ Bắc Ireland         | tháng 2 năm 2020 – nay                                                   |                                     |
|                                         | Thứ trưởng                       | Đáng kính Robin Walker MP                                                | tháng 7 năm 2019 – nay              |
|                                         | Thứ trưởng phụ trách Bắc Ireland | Quý ngài rất đáng kính Lãnh chúa Duncan xứ Springbank PC (cùng với BEIS) | tháng 10 năm 2017 – nay             |

| Văn phòng Scotland | Văn phòng Scotland            | Văn phòng Scotland                                         | Văn phòng Scotland      |
| ------------------ | ----------------------------- | ---------------------------------------------------------- | ----------------------- |
|                    | Bộ trưởng Bộ Scotland         | Quý ngài rất đáng kính Alister Jack MP                     | tháng 7 năm 2019 – nay  |
|                    | Thứ trưởng phụ trách Scotland | Douglas Ross MP (cùng với văn phòng Tổng trưởng Nghị viện) | tháng 12 năm 2019 – nay |

| Giao thông | Giao thông                         | Giao thông                                          | Giao thông             |
| ---------- | ---------------------------------- | --------------------------------------------------- | ---------------------- |
|            | Bộ trưởng Bộ Giao thông            | Quý ngài rất đáng kính Grant Shapps MP              | tháng 7 năm 2019 – nay |
|            | Quốc vụ khanh phụ trách Giao thông | Chris Heaton-Harris MP                              | tháng 7 năm 2019 – nay |
|            | Quốc vụ khanh phụ trách Giao thông | George Freeman MP                                   | tháng 7 năm 2019 – nay |
|            | Thứ trưởng phụ trách Giao thông    | Nusrat Ghani MP                                     | tháng 1 năm 2018 – nay |
|            | Thứ trưởng phụ trách Giao thông    | Paul Maynard MP                                     | tháng 7 năm 2019 – nay |
|            | Thứ trưởng phụ trách Giao thông    | Quý ngài rất đáng kính Nữ Nam tước Vere xứ Norbiton | tháng 7 năm 2019 – nay |

| Tài chính                             | Tài chính                                                            | Tài chính                                 | Tài chính                           |
| ------------------------------------- | -------------------------------------------------------------------- | ----------------------------------------- | ----------------------------------- |
|                                       | - Bộ trưởng Bộ Tài chính - Đại thượng thư thứ hai phụ trách Ngân khố | Quý ngài rất đáng kính Sajid Javid MP     | tháng 7 năm 2019 – tháng 2 năm 2020 |
| Quý ngài rất đáng kính Rishi Sunak MP | - Bộ trưởng Bộ Tài chính - Đại thượng thư thứ hai phụ trách Ngân khố | tháng 2 năm 2020 – nay                    |                                     |
|                                       | Quốc vụ trưởng Tài chính                                             | Quý ngài rất đáng kính Rishi Sunak MP     | tháng 7 năm 2019 – nay              |
|                                       | Quốc vụ khanh phụ trách Tài chính                                    | Quý ngài rất đáng kính Dr Jesse Norman MP | May 2019 – nay                      |
|                                       | Quốc vụ khanh phụ trách Kinh tế                                      | John Glen MP (là Thứ trưởng)              | tháng 1 năm 2018 – nay              |
|                                       | Quốc vụ khanh phụ trách Ngân khố                                     | Simon Clarke MP (là Thứ trưởng)           | tháng 7 năm 2019 – nay              |

| Văn phòng xứ Wales | Văn phòng xứ Wales    | Văn phòng xứ Wales                                                     | Văn phòng xứ Wales      |
| ------------------ | --------------------- | ---------------------------------------------------------------------- | ----------------------- |
|                    | Bộ trưởng Bộ xứ Wales | Quý ngài rất đáng kính Simon Hart MP                                   | tháng 12 năm 2019 – nay |
|                    | Thứ trưởng            | David TC Davies MP (cùng với Văn phòng Tổng trưởng Nghị viện) (unpaid) | tháng 12 năm 2019 – nay |

| Lao động và Hưu trí | Lao động và Hưu trí                                        | Lao động và Hưu trí                                     | Lao động và Hưu trí    |
| ------------------- | ---------------------------------------------------------- | ------------------------------------------------------- | ---------------------- |
|                     | Bộ trưởng Bộ Lao động và Hưu trí                           | Quý ngài rất đáng kính Therese Coffey MP                | tháng 9 năm 2019 – nay |
|                     | Quốc vụ khanh phụ trách Người tàn tật, Y tế và Lao động    | Justin Tomlinson MP                                     | tháng 4 năm 2019 – nay |
|                     | Thứ trưởng phụ trách Lương hưu và Tài chính toàn diện      | Guy Opperman MP                                         | tháng 6 năm 2017 – nay |
|                     | Thứ trưởng phụ trách Phân phát phúc lợi                    | Will Quince MP                                          | tháng 4 năm 2019 – nay |
|                     | Thứ trưởng (Quốc vụ khanh phụ trách Việc làm)              | Mims Davies MP                                          | tháng 7 năm 2019 – nay |
|                     | Thứ trưởng (Quốc vụ khanh phụ trách Lao động và Lương hưu) | Quý ngài rất đáng kính Nữ Nam tước Stedman-Scott OBE DL | tháng 7 năm 2019 – nay |

### Văn phòng Luật
| Văn phòng Tổng chưởng lý                   | Văn phòng Tổng chưởng lý           | Văn phòng Tổng chưởng lý                   | Văn phòng Tổng chưởng lý            |
| ------------------------------------------ | ---------------------------------- | ------------------------------------------ | ----------------------------------- |
|                                            | Tổng chưởng lý Anh và xứ Wales     | Quý ngài rất đáng kính Geoffrey Cox QC MP  | tháng 7 năm 2018 – tháng 2 năm 2020 |
| Quý ngài rất đáng kính Suella Braverman MP | Tổng chưởng lý Anh và xứ Wales     | tháng 2 năm 2020 – nay                     |                                     |
|                                            | Tổng Biện lý Sự vụ Anh và xứ Wales | Quý ngài rất đáng kính Michael Ellis QC MP | tháng 7 năm 2019 – nay              |

| Văn phòng Bảo hộ | Văn phòng Bảo hộ     | Văn phòng Bảo hộ                                    | Văn phòng Bảo hộ       |
| ---------------- | -------------------- | --------------------------------------------------- | ---------------------- |
|                  | Tổng Bảo hộ Scotland | Quý ngài rất đáng kính Lãnh chúa Keen xứ Elie QC PC | tháng 5 năm 2015 – nay |

### Nghị viện
| Lãnh đạo viện | Lãnh đạo viện                                  | Lãnh đạo viện                                             | Lãnh đạo viện          |
| ------------- | ---------------------------------------------- | --------------------------------------------------------- | ---------------------- |
|               | - Lãnh đạo Viện Quý tộc - Quan Chưởng ấn       | Quý ngài rất đáng kính Nữ Nam tước Evans xứ Bowes Park PC | tháng 7 năm 2016 – nay |
|               | - Lãnh đạo Viện Thứ dân - Chủ tịch Cơ mật viện | Quý ngài rất đáng kính Jacob Rees-Mogg MP                 | tháng 7 năm 2019 – nay |
|               | - Phó Lãnh đạo Viện Quý tộc                    | Quý ngài rất đáng kính Bá tước Howe PC                    | tháng 5 năm 2015 – nay |

| Viện Thứ dân Kỷ luật                             | Viện Thứ dân Kỷ luật                                    | Viện Thứ dân Kỷ luật                   | Viện Thứ dân Kỷ luật    |
| ------------------------------------------------ | ------------------------------------------------------- | -------------------------------------- | ----------------------- |
|                                                  | - Đô tổng Nghị viện Viện Thứ dân - Tổng trưởng Ngân khố | Quý ngài rất đáng kính Mark Spencer MP | tháng 7 năm 2019 – nay  |
|                                                  | - Phó Tổng Nghị viện - Bảo hộ Ngân khố                  | Amanda Milling MP                      | tháng 7 năm 2019 – nay  |
|                                                  | - Nghị viên Kỷ luật - Bảo hộ Tài chính                  | Mike Freer MP                          | tháng 12 năm 2019 – nay |
|                                                  | - Nghị viên Kỷ luật - Thừa thị thần Bảo hộ              | Stuart Andrew MP                       | tháng 7 năm 2019 – nay  |
|                                                  | - Nghị viên Kỷ luật - Huân ủy Ngân khố                  | Michelle Donelan MP                    | tháng 7 năm 2019 – nay  |
| Rebecca Harris MP                                | - Nghị viên Kỷ luật - Huân ủy Ngân khố                  | tháng 7 năm 2019 – nay                 |                         |
| David Rutley MP                                  | - Nghị viên Kỷ luật - Huân ủy Ngân khố                  | tháng 7 năm 2019 – nay                 |                         |
| Maggie Throup MP                                 | - Nghị viên Kỷ luật - Huân ủy Ngân khố                  | tháng 9 năm 2019 – nay                 |                         |
| Iain Stewart MP                                  | - Nghị viên Kỷ luật - Huân ủy Ngân khố                  | tháng 12 năm 2019 – nay                |                         |
| Douglas Ross MP (cùng với Văn phòng Scotland)    | - Nghị viên Kỷ luật - Huân ủy Ngân khố                  | tháng 12 năm 2019 – nay                |                         |
|                                                  | Phụ tá Kỷ luật                                          | Leo Docherty MP                        | tháng 7 năm 2019 – nay  |
| Nigel Huddleston MP                              | Phụ tá Kỷ luật                                          | tháng 7 năm 2019 – nay                 |                         |
| Marcus Jones MP                                  | Phụ tá Kỷ luật                                          | tháng 7 năm 2019 – nay                 |                         |
| James Morris MP                                  | Phụ tá Kỷ luật                                          | tháng 7 năm 2019 – nay                 |                         |
| Tom Pursglove MP                                 | Phụ tá Kỷ luật                                          | tháng 7 năm 2019 – nay                 |                         |
| David TC Davies MP (cùng với Văn phòng xứ Wales) | Phụ tá Kỷ luật                                          | tháng 12 năm 2019 – nay                |                         |
| Maria Caulfield MP                               | Phụ tá Kỷ luật                                          | tháng 12 năm 2019 – nay                |                         |

| Viện Quý tộc Kỷ luật                                             | Viện Quý tộc Kỷ luật                                                                     | Viện Quý tộc Kỷ luật                               | Viện Quý tộc Kỷ luật   | Viện Quý tộc Kỷ luật |
| ---------------------------------------------------------------- | ---------------------------------------------------------------------------------------- | -------------------------------------------------- | ---------------------- | -------------------- |
|                                                                  | - Tổng trưởng Nghị viện Quý tộc - Đội trưởng Quân đoàn sĩ quan Bảo hộ danh dự Thượng lưu | Quý ngài rất đáng kính Lãnh chúa Ashton xứ Hyde PC | tháng 7 năm 2019 – nay |                      |
|                                                                  | - Phó Tổng Nghị viện - Đội trưởng Cận vệ Yeomen                                          | Quý ngài rất đáng kính Bá tước Courtown            | tháng 7 năm 2016 – nay |                      |
|                                                                  | - Nghị viên Kỷ luật - Nữ bá tước và Lãnh chúa sẵn sàng                                   | Quý ngài rất đáng kính Nữ Nam tước Berridge        | tháng 7 năm 2019 – nay |                      |
| Quý ngài rất đáng kính Nữ Nam tước Bloomfield xứ Hinton Waldrist | - Nghị viên Kỷ luật - Nữ bá tước và Lãnh chúa sẵn sàng                                   | tháng 7 năm 2019 – nay                             |                        |                      |
| Quý ngài rất đáng kính Huân tước Bethell                         | - Nghị viên Kỷ luật - Nữ bá tước và Lãnh chúa sẵn sàng                                   | tháng 7 năm 2019 – nay                             |                        |                      |
| Quý ngài rất đáng kính Nữ Nam tước Chisholm xứ Owlpen            | - Nghị viên Kỷ luật - Nữ bá tước và Lãnh chúa sẵn sàng                                   | tháng 8 năm 2019 – nay                             |                        |                      |
| Quý ngài rất đáng kính Nữ Nam tước Sater                         | - Nghị viên Kỷ luật - Nữ bá tước và Lãnh chúa sẵn sàng                                   | tháng 12 năm 2019 – tháng 1 năm 2020               |                        |                      |